# Реслманія VI
Реслманія VI (англ. WrestleMania VI) — шосте щорічне PPV-шоу професійного реслінгу Реслманія, організоване Світовою Федерацією Реслінгу (WWF, тепер WWE). Воно відбулося 1 квітня 1990 року у Скайдоум в Торонто, Онтаріо, Канада — вперше в історії за межами США. Загалом на шоу було проведено 15 поєдинків. На заході були присутні рекордні для Скайдоума 67 678 глядачів. Головною подією був «Останній Виклик» — матч Інтерконтинентального чемпіона WWF у важкій вазі Останнього Воїна й чемпіона WWF Халка Хогана з обома титулами на кону.

## Виробництво

### Передісторія
Реслманія вважається флагманською PPV-подією Світової Федерації Реслінгу (WWF, тепер WWE), яка вперше відбулася у 1985 році. Вона проводиться щорічно з середини березня до середини квітня. Після появи Survivor Series у 1987 році, а потім Royal Rumble і SummerSlam у 1988 році (чотирьох перших щорічних PPV-шоу WWF), ці чотири заходи згодом отримали назву «Велика четвірка». Реслманія VI була запланована на 1 квітня 1990 року в Скайдоумі (Торонто, Онтаріо, Канада), що зробило її першою Реслманією за межами США.

### Сюжети
Хоган і Воїн перетнулися на матчі Royal Rumble 1990 року. Через тиждень, 3 лютого 1990 року, Хоган кинув «Останній виклик» Воїну, аби визначити, що є «найсильнішою силою» у WWF — «Халкоманія» чи «сила Воїна». 10 лютого, тодішній президент WWF Джек Танні офіційно оголосив матч головною подією Реслманії VI. 24 лютого Танні заявив, що під час матчу, вперше в історії на кону буде стояти як Чемпіонство WWF, так й Інтерконтинентальне чемпіонство WWF.

## Матчі
| №                                                                         | Матч | Тип матча                                                                   | Час            |
| ------------------------------------------------------------------------- | --- | --------------------------------------------------------------------------- | -------------- |
| 1D                                                                        | Пол Рома переміг Бруклінського Розбишаку утриманням опонента.                                                           | Одиночний матч                                                              | Одиночний матч |
| 2                                                                         | Рік Мартел переміг Коко Б. Вейра підкоренням опонента.                                                                  | Одиночний матч                                                              | 3:51           |
| 3                                                                         | Руйнація (Акс і Смеш) перемогли Колосальне Поєднання (Андре Гігант і Хаку) (c) (з Боббі Хінаном)                        | Командний матч за титул Командних Чемпіонів WWF                             | 9:30           |
| 4                                                                         | Землетрус (з Джиммі Хартом) переміг Геркулеса утриманням опонента.                                                      | Одиночний матч                                                              | 4:52           |
| 5                                                                         | Брутус Біфкейк переміг Містера Бездоганність (з Генієм) утриманням опонента.                                            | Одиночний матч                                                              | 7:48           |
| 6                                                                         | Родді Пайпер та «Погані Новини» Браун закінчили матч з подвійним відліком.                                              | Одиночний матч                                                              | 6:48           |
| 7                                                                         | Заснування Хартів (Брет Харт й Джим Нейдхарт) перемогли Більшовиків (Ніколай Волков й Борис Жуков) утриманням опонента. | Командний матч                                                              | 0:19           |
| 8                                                                         | Варвар (з Боббі Хінаном) переміг Тіто Сантану утриманням опонента.                                                      | Одиночний матч                                                              | 4:33           |
| 9                                                                         | Дасті Роудс і Сапфір (з Міс Елізабет) перемогли Ренді Севіджа і Королеву Шеррі утриманням опонента.                     | Командний змішаний матч                                                     | 7:52           |
| 10                                                                        | Східний Експрес (Сато й Пет Танака) (з Містером Фудзі) перемогли Рокерів (Шон Майклз і Марті Джаннетті) по відліку.     | Командний матч                                                              | 7:38           |
| 11                                                                        | Джим Даґґан переміг Діно Браво (з Джиммі Хартом та Землетрусом) утриманням опонента.                                    | Одиночний матч                                                              | 4:15           |
| 12                                                                        | Тед Дібіасі (c) (з Вірджилом) переміг Джейка Робертса по відліку.                                                       | Одиночний матч за титул «Чемпіона на мільйон доларів»                       | 11:50          |
| 13                                                                        | Великий Бос переміг Акіма (зі Сліком) утриманням опонента.                                                              | Одиночний матч                                                              | 1:49           |
| 14                                                                        | Рік Руд (з Боббі Хінаном) переміг Джиммі Снуку утриманням опонента.                                                     | Одиночний матч                                                              | 3:59           |
| 15                                                                        | Останній Воїн (c) переміг Халка Хогана (c) утриманням опонента.                                                         | Одиночний матч за титули Інтерконтинентального чемпіона WWF та чемпіона WWF | 24:51          |
| (c) — чемпіон на момент старту поєдинку D — темний матч (не транслювався) | |                                                                             |                |